# 恒星日
通常认为，恒星日（Sidereal Day）是地球上某点对某个恒星连续两次经过其上中天的时间间隔。地球自转的恒星周期，是指在天文学上以恒星为标准量度地球自转的周期，因为恒星通常被假设是不动的，从这个意义来说，是地球真正的自转周期。
在天文学上，定义恒星日的不是具体的恒星，而是黄道对于天赤道的升交点，即白羊宫第一点，就是北半球的春分点。但是春分点在不断的西移（岁差），所以天文学上的恒星日与地球的自轉週期还是有区别的。（前者比後者短約8.4毫秒）
因为地球自转不断变慢，所以恒星日将越来越长。
- 1恒星日=0.99726958天=23小時56分4.0916秒，短于人们日常使用的太阳日（24小時）。
- 由於自轉與公轉的交互關係，所以恆星日與太陽日的誤差將近4分鐘（3.9291884）也就是每一年會差一天。